# Kreisiraadio
Kreisiraadio (ang. Crazy Radio) – estoński kabaretowy projekt muzyczny założony w 1993 przez komików: Hannesa Võrna, Peetera Oję i Tarmo Leinatamma. Reprezentanci Estonii w 53. Konkursie Piosenki Eurowizji w 2008.

## Historia
Zespół został założony w Tartu w kwietniu 1993 przez Hannesa Võrna, Peetera Oję i Tarmo Leinatamma, których celem projektu było robienie sobie żartów w radiu i telewizji. Występowali również w operze, w orkiestrze symfonicznej i w filmach.
W 2007 z serbsko-chorwackim utworem „Leto svet”, zawierającym także niemieckie i fińskie zwroty w refrenie, zwyciężyli w programie Eurolaul 2008, dzięki czemu reprezentowali Estonię w 53. Konkursie Piosenki Eurowizji w Belgradzie, w którym zajęli 18. miejsce w półfinale, przez co nie awansowali do finału.

## Członkowie
- Hannes Võrno – prezenter telewizyjny, były członek parlamentu, oficer rezerwy odznaczony stopniem młodszego porucznika przez Prezydenta Estonii[1]
- Peeter Oja – aktor, prezenter telewizyjny, dziennikarz prasowy[1]
- Tarmo Leinatamm – dyrygent, prezenter telewizyjny, były członek parlamentu[1]

## Dyskografia
- Kreisiraadio (kreskówka, DVD, 2003/2006)
- Kreisiraadio – symphonic orchestra (DVD 2006)
- Kreisiraadio 1–3 (skecze, CD, 2007)